# 拉翁火山
拉翁火山是印度尼西亞的火山，位於爪哇島，是該島最活躍的火山之一，由東爪哇省負責管轄，海拔高度3,332米，破火山口闊2公里。
拉翁火山最早的火山爆發記錄在1586年，在1586年至1817年期間再發生5次爆發，最近一次爆發在2015年。

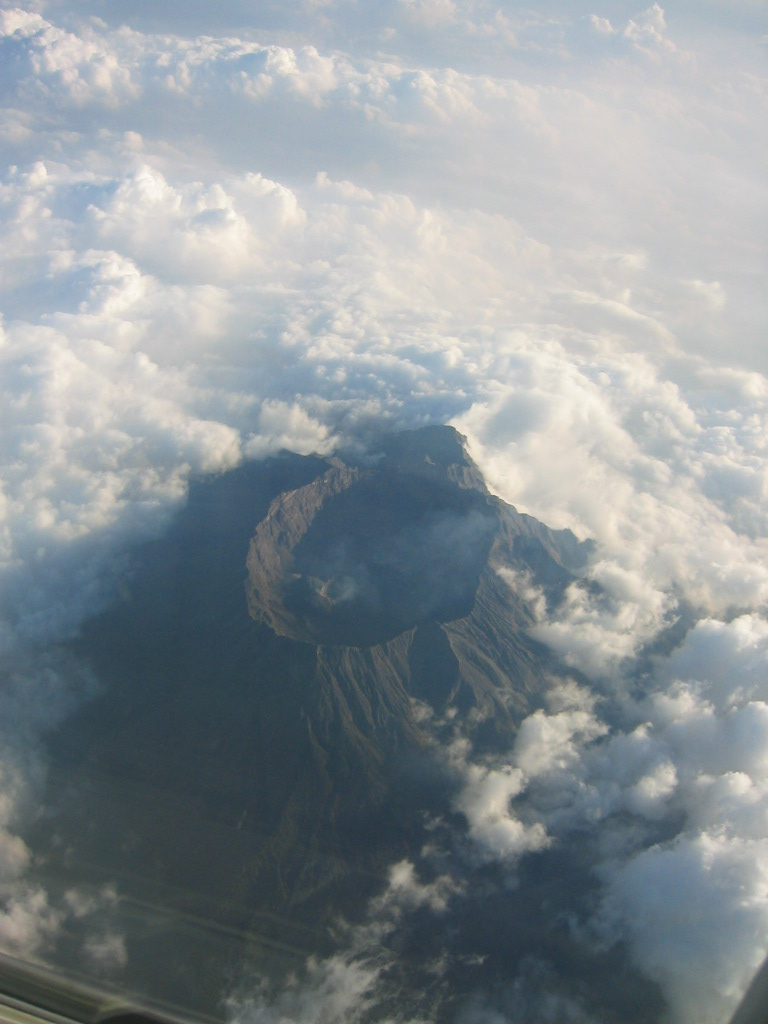
拉翁火山，攝於2005年9月